# Суперкубок межконтинентальных чемпионов

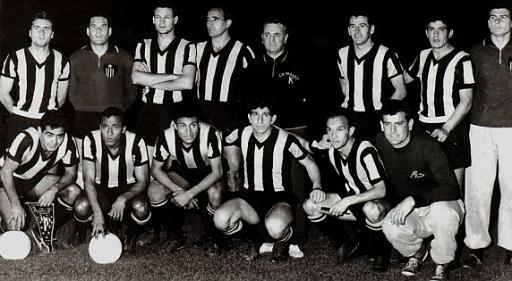
«Пеньяроль» в 1961 году стал первым победителем Межконтинентального кубка от Южной Америки

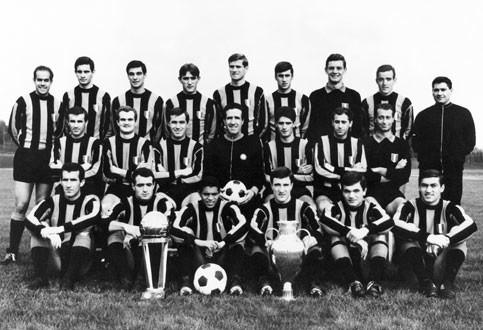
Миланский «Интернационале» в 1964 и 1965 годах одерживал верх в противостояниях с аргентинским «Индепендьенте».

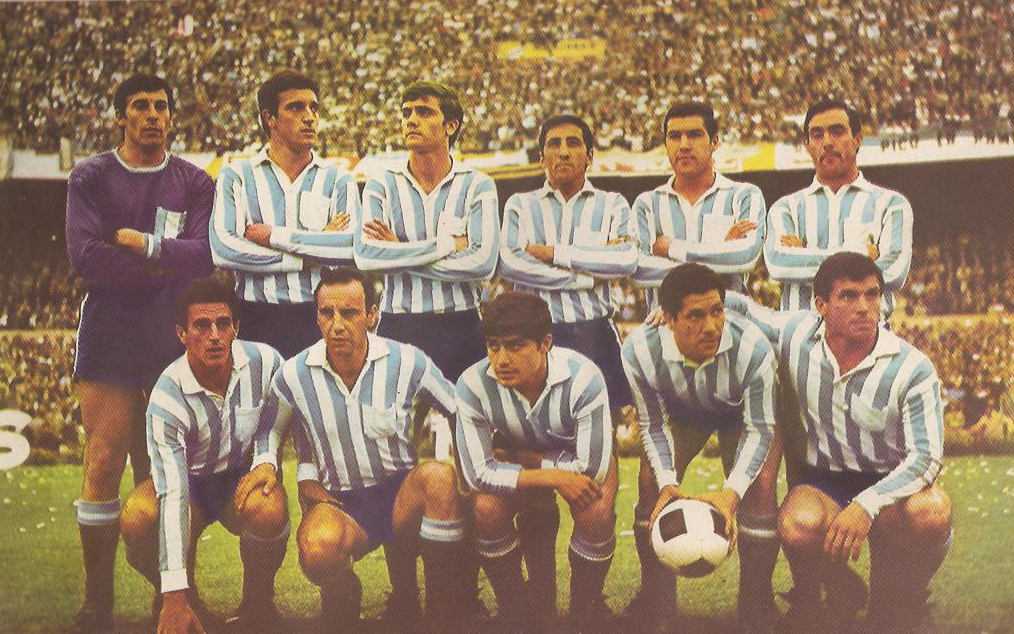
«Расинг» — победитель Межконтинентального кубка 1967

Суперку́бок межконтинента́льных чемпио́нов (исп. Supercopa de Campeones Intercontinentales, порт. Recopa de Campeones Intercontinentales, также Recopa Mundial или Recopa Intecontinental) — международный турнир по футболу, официально признанный КОНМЕБОЛ в сентябре 2005 года, в котором принимали участие европейские и южноамериканские клубы-победители Межконтинентального кубка. Всего состоялось два розыгрыша этого турнира, в 1968/1969 (этот розыгрыш принято обозначать только по году первых матчей, чтобы отличить от второго розыгрыша) и в 1969 годах. В первом розыгрыше состоялась серия матчей между обладателями Межконтинентального кубка разных лет в южноамериканской зоне и должны были состояться матчи в европейской зоне между итальянским «Интернационале» и испанским «Реал Мадрид». Поскольку испанский клуб отказался от участия в турнире, «Интер» классифицировался для участия в межконтинентальной финальной стадии автоматически. Во втором розыгрыше матчи состоялись без межконтинентальной части (только в Южной Америке) и турнир после этого прекратил существование.
В 1968 году в южноамериканской зоне за победу сражались три клуба — «Пеньяроль» (Монтевидео), «Расинг» (Авельянеда) и «Сантос», во втором розыгрыше к ним присоединился обладатель Межконтинентального кубка 1968 года — «Эстудиантес» из Ла-Платы.
Данный трофей на протяжении многих лет был предан забвению, до тех пор, пока в 2005 году КОНМЕБОЛ, главная южноамериканская футбольная организация, не решила учесть просьбы клубов-победителей и включить результаты этого турнира в традиционный рейтинг клубов. С 2011 года система рейтинга клубов была изменена, стали учитываться результаты только за последние 5 лет. Однако это не повлияло на решение КОНМЕБОЛ продолжать признавать данный турнир в качестве одного из официальных турниров под своей эгидой.
Суперкубок межконтинентальных чемпионов примечателен тем, что стал одним из первых международных турниров, в котором воплотилась идея о создании своеобразной международной футбольной «Суперлиги». С подобными предложениями выступали европейские клубы G-14, когда предлагались планы по созданию автономного соревнования определённой группы титулованных и популярных команд — без сезонной ротации и вне зависимости от их результатов во внутренних первенствах. В самой Южной Америке в 1988—1997 годах проводился Суперкубок Либертадорес, в котором играли клубы, имевшие в своём активе победы в Кубке Либертадорес.

## История создания турнира
Идея турнира принадлежала руководству трёх южноамериканских команд, которые становились к 1968 году победителями Межконтинентального кубка — «Пеньяролю», «Сантосу» и «Расингу». Они хотели получить дополнительные спонсорские контракты за возможность называться лучшим клубом мира. Представление турнира произошло в Буэнос-Айресе в ноябре 1968 года. Тогда же было объявлено, что клуб «Эстудиантес», который совсем недавно выиграл у «Манчестер Юнайтед» по сумме двух матчей Межконтинентальный кубок 1968, примет участие в следующем розыгрыше турнира. Предложение получило поддержку со стороны КОНМЕБОЛ, которое вступило в контакт с руководством УЕФА, чтобы организовывать соревнование.

## Суперкубок 1968
Несмотря на то, что турнир проходил с 13 ноября 1968 по 24 июня 1969 года, для отличия от следующего розыгрыша, прошедшего целиком в 1969 году, этот турнир принято называть именно «Суперкубок межконтинентальных чемпионов 1968».
«Пеньяролю» в последнем матче в Авельянеде достаточно было одержать минимальную победу над «Расингом», проигравшим до этого во всех встречах. В этом случае у уругвайской команды была бы разница мячей не менее +6, тогда как у «Сантоса» показатель +1 уже не изменился бы, поскольку бразильцы уже провели все свои матчи. Однако аргентинский клуб проявил упорство и заработал единственное очко в матче с более сильным на тот момент «Пеньяролем». Эта ничья позволила «Сантосу» стать представителем Южной Америки в межконтинентальной части турнира.
| 13 ноября 1968                   | \| Пеньяроль \| 3:0 \| Расинг \| \| Роча '38 Спенсер 58' Каррера 84' \| Голы \| \| | Сентенарио — Монтевидео Судья: Ромуалду Арппи |
| Пеньяроль                        | 3:0                                                                                | Расинг                                        |
| Роча '38 Спенсер 58' Каррера 84' | Голы                                                                               |                                               |

| 19 ноября 1968   | \| Сантос \| 2:0 \| Расинг \| \| Пеле '35 Эду '57 \| Голы \| \| | Палестра Италия — Сан-Паулу Судья: Эстебан Марино |
| Сантос           | 2:0                                                             | Расинг                                            |
| Пеле '35 Эду '57 | Голы                                                            |                                                   |

| 21 ноября 1968 | \| Сантос \| 1:0 \| Пеньяроль \| \| Клодоалдо '68 \| Голы \| \| | Маракана — Рио-де-Жанейро Судья: Аурелио Боссолино |
| Сантос         | 1:0                                                             | Пеньяроль                                          |
| Клодоалдо '68  | Голы                                                            |                                                    |

| 16 апреля 1969         | \| Расинг \| 2:3 \| Сантос \| \| Валтер Машаду '10, '87 \| Голы \| Тониньо '47, '52 Негрейрос '88 \| | Хуан Доминго Перон — Авельянеда Судья: Армандо Печа Роча |
| Расинг                 | 2:3                                                                                                  | Сантос                                                   |
| Валтер Машаду '10, '87 | Голы                                                                                                 | Тониньо '47, '52 Негрейрос '88                           |

| 19 апреля 1969                                 | \| Пеньяроль \| 3:0 \| Сантос \| \| Рамос Дельгадо '(1 т.) (автогол) Роча '56, '70 \| Голы \| \| | Сентенарио — Монтевидео Судья: Гильермо Нимо |
| Пеньяроль                                      | 3:0                                                                                              | Сантос                                       |
| Рамос Дельгадо '(1 т.) (автогол) Роча '56, '70 | Голы                                                                                             |                                              |

| 22 мая 1969       | \| Расинг \| 1:1 \| Пеньяроль \| \| Валтер Машаду '44 \| Голы \| Базиле '12 (автогол) \| | Хуан Доминго Перон — Авельянеда Судья: Армандо Сезар Коэльо |
| Расинг            | 1:1                                                                                      | Пеньяроль                                                   |
| Валтер Машаду '44 | Голы                                                                                     | Базиле '12 (автогол)                                        |

### Южная Америка

«Сантос» в 1969 году

| Клуб      | О | И | В | Н | П | ГЗ | ГП | РГ |
| --------- | - | - | - | - | - | -- | -- | -- |
| Сантос    | 6 | 4 | 3 | 0 | 1 | 6  | 5  | +1 |
| Пеньяроль | 5 | 4 | 2 | 1 | 1 | 7  | 2  | +5 |
| Расинг    | 1 | 4 | 0 | 1 | 3 | 3  | 9  | -6 |

### Европа
Миланский «Интернационале» классифицировался для участия в межконтинентальной стадии автоматически, поскольку «Реал Мадрид» от стыковых матчей с «Интером» отказался.

### Межконтинентальная часть
| 24 июня 1969 | \| Интер Милан \| 0:1 \| Сантос \| \| \| Голы \| Тониньо '57 \| | Сан-Сиро — Милан Зрителей: 44 774 Судья: Х. М. Ортис де Мендибиль |
| Интер Милан  | 0:1                                                             | Сантос                                                            |
|              | Голы                                                            | Тониньо '57                                                       |

|  | Ивано Бордон      |  | В |
|  | Тарчизио Бурньич  |  | З |
|  | Чезаре Поли       |  | З |
|  | Джанфранко Бедин  |  | П |
|  | Аристиде Гуарнери |  | П |
|  | Джанкарло Челла   |  | П |
|  | Жаир да Коста     |  | Н |
|  | Сандро Маццола    |  | Н |
|  | Анджело Доменгини |  | Н |
|  | Марио Корсо       |  | Н |
|  | Джованни Вастола  |  | Н |
|  | Тренер:           |  |   |
|  | Маино Нери        |  |   |

| В |  | Клаудио               | 14' |
| З |  | Карлос Алберто Торрес |     |
| З |  | Хосе Рамос Дельгадо   |     |
| З |  | Джалма Диас           |     |
| З |  | Рилдо                 |     |
| П |  | Клодоалдо             |     |
| П |  | Негрейрос             |     |
| П |  | Пеле                  |     |
| Н |  | Эду                   |     |
| Н |  | Тониньо Геррейро      | 57′ |
| Н |  | Абел                  |     |
|   |  | Запасные:             |     |
| В |  | Лаэрсио               | 14' |
|   |  | Тренер:               |     |
|   |  | Антониньо             |     |

Первоначально было запланировано проведение ответного матча в итальянском Неаполе, но он не был сыгран из-за отказа «Интера». Поэтому пятый международный трофей (после побед в Кубках Либертадорес и Межконтинентальном кубке в 1962 и 1963 годах) в 1960-е годы команда Пеле получила постфактум.
Помимо указанных в отчёте финального матча игроков, в ходе турнира за «Сантос» также выступали Менгалвио, Жоэл Камарго, Маноэл Мария, Марсал, Дуглас, Лима

## Суперкубок 1969
| 13 ноября 1969 | \| Расинг \| 0:0 \| Пеньяроль \| | Хуан Доминго Перон — Авельянеда Зрителей: 10 000 Судья: Хорхе Крусат |
| Расинг         | 0:0                              | Пеньяроль                                                            |

| 20 ноября 1969 | \| Эстудиантес \| 0:1 \| Расинг \| \| \| Голы \| Карденас '50 \| | Хорхе Луис Ирсч — Ла-Плата Судья: Луис Пестарино |
| Эстудиантес    | 0:1                                                              | Расинг                                           |
|                | Голы                                                             | Карденас '50                                     |

| 26 ноября 1969           | \| Пеньяроль \| 3:1 \| Эстудиантес \| \| Роча '34, '43 Лосада '77 \| Голы \| Верон '89 \| | Сентенарио — Монтевидео Зрителей: 21 000 Судья: Сесар Ороско |
| Пеньяроль                | 3:1                                                                                       | Эстудиантес                                                  |
| Роча '34, '43 Лосада '77 | Голы                                                                                      | Верон '89                                                    |

| 29 ноября 1969        | \| Расинг \| 2:1 \| Сантос \| \| Валтер Машаду '1, '56 \| Голы \| Эду '54 \| | Хенераль Сан-Мартин — Мар-дель-Плата Судья: Пабло Вага |
| Расинг                | 2:1                                                                          | Сантос                                                 |
| Валтер Машаду '1, '56 | Голы                                                                         | Эду '54                                                |

| 2 декабря 1969        | \| Пеньяроль \| 2:1 \| Сантос \| \| Спенсер '35 Онега '73 \| Голы \| Пеле '18[7] \| | Сентенарио — Монтевидео Зрителей: 63 230 Судья: Рафаэль Ормасабаль |
| Пеньяроль             | 2:1                                                                                 | Сантос                                                             |
| Спенсер '35 Онега '73 | Голы                                                                                | Пеле '18                                                           |

| 4 декабря 1969               | \| Эстудиантес \| 3:1 \| Сантос \| \| Верон '11, '89 Конильяро '27 \| Голы \| Маноэл Мария '25 \| | Хорхе Луис Ирсч — Ла-Плата Судья: Роберто Баррейро |
| Эстудиантес                  | 3:1                                                                                               | Сантос                                             |
| Верон '11, '89 Конильяро '27 | Голы                                                                                              | Маноэл Мария '25                                   |

| 9 декабря 1969 | \| Сантос \| 0:2 \| Расинг \| \| \| Голы \| Адорно '56 Карденас '85 \| | Вила-Белмиро — Сантус Судья: Артур Коэльо Фильо |
| Сантос         | 0:2                                                                    | Расинг                                          |
|                | Голы                                                                   | Адорно '56 Карденас '85                         |

| 11 декабря 1969           | \| Сантос \| 2:0 \| Пеньяроль \| \| Пеле '65 Маноэл Мария '89 \| Голы \| \| | Палестра Италия — Сан-Паулу Зрителей: 4 000 Судья: Анхель Пасос |
| Сантос                    | 2:0                                                                         | Пеньяроль                                                       |
| Пеле '65 Маноэл Мария '89 | Голы                                                                        |                                                                 |

| 20 декабря 1969 | \| Расинг \| 0:0 \| Эстудиантес \| | Хуан Доминго Перон — Авельянеда Судья: Луис Пестарино |
| Расинг          | 0:0                                | Эстудиантес                                           |

| 20 декабря 1969                | \| Пеньяроль \| 4:1 \| Расинг \| \| Спенсер '14, '44 Роча '55, '72 \| Голы \| Перфумо '89 \| | Сентенарио — Монтевидео Зрителей: 22 000 Судья: Хайме Амор |
| Пеньяроль                      | 4:1                                                                                          | Расинг                                                     |
| Спенсер '14, '44 Роча '55, '72 | Голы                                                                                         | Перфумо '89                                                |

| 30 декабря 1969 | \| Эстудиантес \| 1:2 \| Пеньяроль \| \| Верде '39 \| Голы \| Роча '68, '74 \| | Хорхе Луис Ирсч — Ла-Плата Зрителей: 20 000 Судья: Альберто Техада |
| Эстудиантес     | 1:2                                                                            | Пеньяроль                                                          |
| Верде '39       | Голы                                                                           | Роча '68, '74                                                      |

### Южная Америка
| Клуб        | О | И | В | Н | П | ГЗ | ГП | РГ |
| ----------- | - | - | - | - | - | -- | -- | -- |
| Пеньяроль   | 9 | 6 | 4 | 1 | 1 | 11 | 6  | +5 |
| Расинг      | 8 | 6 | 3 | 2 | 1 | 6  | 5  | +1 |
| Эстудиантес | 3 | 5 | 1 | 1 | 3 | 5  | 7  | -2 |
| Сантос      | 2 | 5 | 1 | 0 | 4 | 5  | 9  | -4 |

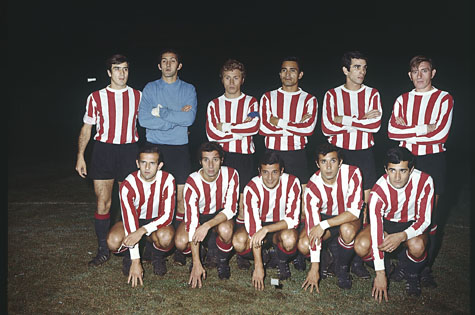
«Эстудиантес» — победитель Межконтинентального кубка 1968

«Эстудиантес» и «Сантос» должны были провести между собой ещё один матч. Но, поскольку обе команды уже лишились шансов побороться за победу в турнире, матч 8 января 1970 года решено было не проводить.
В рамках этого турнира Пеле забил свой 1001-й гол в карьере.

#### Решающий матч
| 20 декабря 1969                       | \| Пеньяроль \| 4:1 \| Расинг \| \| Спенсер 14', 44' Роча 55' (пен.), 72' \| Голы \| Перфумо 89' \| | Сентенарио — Монтевидео Зрителей: 22 000 Судья: Хайме Амор |
| Пеньяроль                             | 4:1                                                                                                 | Расинг                                                     |
| Спенсер 14', 44' Роча 55' (пен.), 72' | Голы                                                                                                | Перфумо 89'                                                |

Состав «Пеньяроля» в турнире: Ладислао Мазуркевич, Пабло Форлан, Элиас Фигероа, Роберто Матосас, Омар Каэтано, Педро Верхилио Роча, Нестор Гонсальвес, Хулио Сесар Кортес, Альберто Спенсер, Эрминдо Онега, Хуан Хойя, Хулио Лосада, Нило Акунья, Луис Ламберк, Мильтон Вьера. Главный тренер: Освалдо Брандао.

### Европа
В европейской зоне не проводились матчи в рамках Суперкубка-1969, поскольку здесь шли отборочные игры к чемпионату мира 1970 года; потенциально в турнире могли принять участие те же «Реал Мадрид», «Интернационале» и «Милан», выигравший Межконтинентальный кубок 1969 года. По этой причине матчей в межконтинентальной стадии тоже не было и «Пеньяроль» остался победителем лишь южноамериканской зоны. Сам трофей навечно остался в музее «Пеньяроля».

## Третий Суперкубок
КОНМЕБОЛ вынашивала планы проведения третьего Суперкубка, но ему не суждено было состояться ввиду незаинтересованности европейских клубов. Обсуждение организации турнира должно было состояться в конце 1970 года, потом эту дату переносили на февраль, март, апрель 1971 года, пока не было решено полностью отказаться от этой идеи.
Если бы турнир всё же состоялся, то в нём приняли участие по четыре команды от Южной Америки и Европы. Последнюю также представлял бы победитель Межконтинентального кубка-1970 — голландский «Фейеноорд».

## Возможное возрождение в XXI веке
В 2006 году руководство «Боки Хуниорс» выступило с инициативой проведения своеобразной замены Межконтинентального кубка (его последний розыгрыш состоялся в декабре 2004 года). В этом мини-турнире могли бы встретиться победители континентальных суперкубков — Суперкубка Европы (в 2005 году это был «Ливерпуль», победитель Лиги чемпионов 2004/05) и южноамериканской Рекопы (в 2006 году её завоевала «Бока Хуниорс» после победы в Южноамериканском кубке 2005).
Однако существует ряд сложностей, связанных с проведением подобного турнира. Во-первых, насыщенность международного календаря — ряд игроков команд (в первую очередь, «Ливерпуля») должны были уехать в свои национальные сборные к тому моменту, когда планировалось провести турнир. Во-вторых, неопределённость с местом проведения — матч мог пройти в Майами, Лос-Анджелесе или на стадионе «Сантьяго Бернабеу» в Мадриде.
Как только стало ясно, что «Ливерпуль» не сможет принять участие в турнире, в качестве возможных участников от Европы стали рассматриваться российский ЦСКА и испанская «Севилья» — победители Кубка УЕФА сезонов 2004/05 и 2005/06 соответственно. Но Зепп Блаттер заявил, что хотя и не против проведения подобного матча, не знает, где найти дату в международном календаре.
В 2005 году на смену Межконтинентальному кубку пришёл Клубный чемпионат мира под эгидой ФИФА, формат которого активно обсуждался в середине 2000-х годов.
В 2024 году впервые за 20 лет состоялся розыгрыш Межконтинентального кубка с участием шести клубов-победителей главных клубных турниров конфедераций ФИФА, а в 2025 году прошёл розыгрыш Клубного чемпионата мира с участием уже не 8, а 32 команд (в том числе 12 команд от УЕФА и 6 команд от КОНМЕБОЛ).

## Бомбардиры
Лучшим бомбардиром в истории турнира с 9 мячами стал уругваец Педро Верхилио Роча из «Пеньяроля». Лучшие бомбардиры по двум розыгрышам приведены в таблице:
| Год  | Бомбардир     | Клуб      | Голов |
| ---- | ------------- | --------- | ----- |
| 1968 | Педро Роча    | Пеньяроль | 3     |
| 1968 | Валтер Машаду | Расинг    | 3     |
| 1968 | Тониньо       | Сантос    | 3     |
| 1969 | Педро Роча    | Пеньяроль | 6     |

## Статьи по теме
| - Межконтинентальный кубок - Клубный чемпионат мира ФИФА - Рекопа Южной Америки | - Суперкубок УЕФА - Лига чемпионов УЕФА - Кубок Либертадорес |